# Artefakt (archeologia)
Artefakt – wytwór ręki ludzkiej, każdy przedmiot wykonany lub zmodyfikowany przez człowieka, a następnie odkryty w wyniku badań archeologicznych.

## Podział
Artefakty (źródła ruchome) można podzielić na 14 podgrup:
1. Artefakty kultury prawnej
  - Atrybuty władzy (insygnia władców i dostojników świeckich, oraz atrybuty urzędnicze i insygnia uniwersyteckie)
  - Przybory i sprzęty stosowane w praktyce administracyjnej i sądowniczej
  - Urządzenia i przedmioty egzekucyjne
  - Numizmaty (monety, banknoty, monety zastępcze, papiery wartościowe)
  - Archiwalia
2. Artefakty kultury gospodarczej
  - Artefakty dziejów kultury rolniczej, rzemieślniczej i przemysłowej; przedmioty gospodarki rolnej (sprzęty służące do uprawy, wyposażenia rolniczych zabudowań gospodarczych, przedmioty produkcji rzemieślniczej (sprzęty produkcyjne, maszyny, narzędzia, meble w pracowniach), przedmioty gospodarki przemysłowej (sprzęty produkcyjne i urządzenia przemysłowe)
  - Artefakty komunikacyjne
    - Środki komunikacji lądowej (pojazdy kołowe, sanie, elementy pojazdów)
    - Środki komunikacji wodnej (statki wojenne, handlowe, łodzie, tratwy)
    - Środki komunikacji powietrznej (relikty balonów, prototypów samolotów)

  - Artefakty pocztowe (urządzenia pocztowe, obrączki gołębi pocztowych, środki transportu pocztowego)
  - Artefakty kultury handlowej (wzorce miar długości i objętości)
3. Artefakty kultury militarnej
  - Uzbrojenie ochronne
  - Broń biała
  - Broń miotająca
  - Broń drzewcowa
  - Broń obuchowa
  - Broń palna
  - Oporządzenie jeździeckie
4. Artefakty kultury łowieckiej i myśliwskiej
  - Przybory rybackie i wędkarskie
  - Broń myśliwska
  - Sidła i wnyki
5. Artefakty kultury kulinarnej
  - Artykuły spożywcze
  - Przedmioty służące do wyrobu artykułów spożywczych
  - Przedmioty służące do przygotowywania posiłków
  - Przedmioty służące do spożywania posiłków
  - Opakowania żywności
6. Artefakty kultury medycznej
  - Artefakty ściśle medyczne (chirurgiczne, stomatologiczne itd.)
  - Artefakty apteczne (wyposażenie aptek, wagi, naczynia apteczne, moździerze, lekarstwa)
  - Opakowania leków i instrumentów medycznych
7. Artefakty dziejów gospodarstwa domowego
  - Artefakty wyposażenia mieszkania (detale architektoniczne, dekoracje wnętrz, sprzęty służące do ogrzewania mieszkań, meble, artefakty oświetlające, zegary)
  - Sprzęty służące do utrzymania czystości
  - Artefakty sygnalizujące (antaby, dzwonki sygnalizacyjne)
8. Artefakty prywatne
  - Odzież
  - Przybory toaletowe
  - Przybory pisarskie
  - Zegarki
  - Artefakty biżuteryjne
  - Artefakty amuletyczne
  - Klucze
9. Artefakty pisma i piśmiennictwa (rękopiśmienne i drukowane)
  - Artefakty dokumentujące życie polityczne (konstytucje, ustawy, deklaracje, memoriały)
  - Artefakty dokumentujące porządek prawny (testamenty, listy gończe itd.)
  - Artefakty dokumentujące życie gospodarcze (rachunki, weksle, lustracje, inwentarze)
  - Artefakty dokumentujące administrację kościelną (wizytacje biskupie, listy pasterskie, księgi przychodów i rozchodów, księgi metrykalne)
  - Artefakty dokumentujące życie szkolne (świadectwa i programy szkolne)
  - Artefakty korespondencyjne
  - Artefakty komemoracyjne (pamiętniki, dzienniki, kalendarze)
  - Artefakty kultury literackiej i prasowej
  - Artefakty kultury artystycznej
  - Artefakty kultury naukowej
10. Artefakty obrazu i ikonografii
  - Artefakty kultury artystycznej (artefakty informacyjne, artefakty samodzielne o charakterze wyłącznie artystycznym, artefakty niesamodzielne i niesamoistne)
  - Artefakty kultury semiotycznej (artefakty znakowe, artefakty heraldyczne)
11. Artefakty rozrywki i zabawy
  - Rekwizyty gier (bierki domowe, kości do gry, karty do gry, żetony itd.)
  - Zabawki dziecięce
12. Artefakty kultury muzycznej
  - Instrumenty muzyczne
13. Artefakty fajczarskie
  - Fajki
  - Tytoń
  - Pudełka na tytoń
  - Przybory do czyszczenia fajki
14. Artefakty badań naukowych
  - Urządzenia pomiarowe do nauk ścisłych
  - Przyrządy stosowane w geografii i geologii
  - Maszyny liczące
  - Roboty

Istnieje również klasyczny schemat surowcowy dzielący artefakty na: przedmioty wykonane z mas ceramicznych, wyroby metalowe oraz z innych tworzyw (kości, rogów, drewna, kamienia, szkła itd.).